# Farébersviller
 Farébersviller  es una población y comuna francesa, en la región de Lorena, departamento de Mosela, en el distrito de Forbach y cantón de Freyming-Merlebach.

## Demografía
| 8452 | 8001 | 7783 | 7122 | 6835 | 6876 |
| Para los censos de 1962 a 1999 la población legal corresponde a la población sin duplicidades (Fuente: INSEE [Consultar]) |      |      |      |      |      |